# أنسليم كييفر
أنسليم كييفر (بالألمانية: Anselm Kiefer)‏ (من مواليد 8 مارس 1945) هو رسام ونحات ألماني. درس مع بيتر درير خلال السبعينات. تتضمن أعماله مواد مثل القش والرماد والصلصال والرصاص واللك. لعبت قصائد باول سيلان دورًا في تطوير موضوعات كييفر للتاريخ الألماني ورعب الهولوكوست، كما فعلت مفاهيم القبالة الروحية.

## روابط خارجية
- أنسليم كييفر على موقع الموسوعة البريطانية (الإنجليزية)
- أنسليم كييفر على موقع مونزينجر (الألمانية)
- أنسليم كييفر على موقع ديسكوغز (الإنجليزية)